# 泉州东站
泉州东站是福厦客运专线的一座鐵路車站，位于中國福建省泉州市泉州台商投资区东园镇境内，距泉州市行政中心约11公里，距台商区行政中心约4公里，于2023年9月28日开通运营。

## 历史
2019年6月24日，泉州台商投资区规划建设与交通运输局发布福厦高铁新泉州东站站区规划服务类采购项目招标公告，透露了福厦客运专线将在泉州台商投资区境内增设新泉州东站。
2020年8月，国铁集团、福建省人民政府批复了关于新建福州至厦门铁路新增泉州东站I类变更设计，确定在福厦客运专线上增设泉州东站；12月10日，新泉州东站站前广场及市政配套工程正式开工建设。
2022年3月18日，车站主体结构封顶。
2023年7月13日，泉州东站站房所有工程基本完工。
2023年9月28日，泉州东站开通运营。

## 车站结构

### 站房
泉州东站站房为线侧式站型侧式站房，采用上进下出的流线组织方式，站房主要包括地上主体两层、局部四层、地下一层，建筑面积19999平方米，建筑最高点标高27米，站房候车区主体屋面为网架结构，按最高聚集人数3000人设计，站内设置了超过1600个座位供旅客候车时使用，站房内左右两侧均设有卫生间、饮水机等便民区域。
站房采用“山海之门，扬帆港城”的现代建筑设计理念，内部多处运用泉州特色传统元素。有反映古刺桐城风貌，采用“铝板转印”工艺的2幅画作，也有融入燕尾脊、古大厝、海防建筑、亭台、东西塔、老君岩等泉州元素的主题长卷浮雕。屋顶深木色质地的吊顶采用了闽南传统建筑的榫卯元素进行装饰。墙柱上，刻有小篆“泉”的石雕字样围成一圈。
站房分一楼和二楼两个候车区域，一楼候车厅供乘坐福州方向列车的旅客使用，二层候车厅则供乘坐漳州方向列车的旅客使用，一楼设有3个通道可通往二楼候车厅，二层候车厅设置一座12米宽跨线天桥通往站台。站场下方设置了一座12米宽的出站地道通往站房地下一层出站厅。
- 进站口
- 候车厅
- 出站口

### 站场

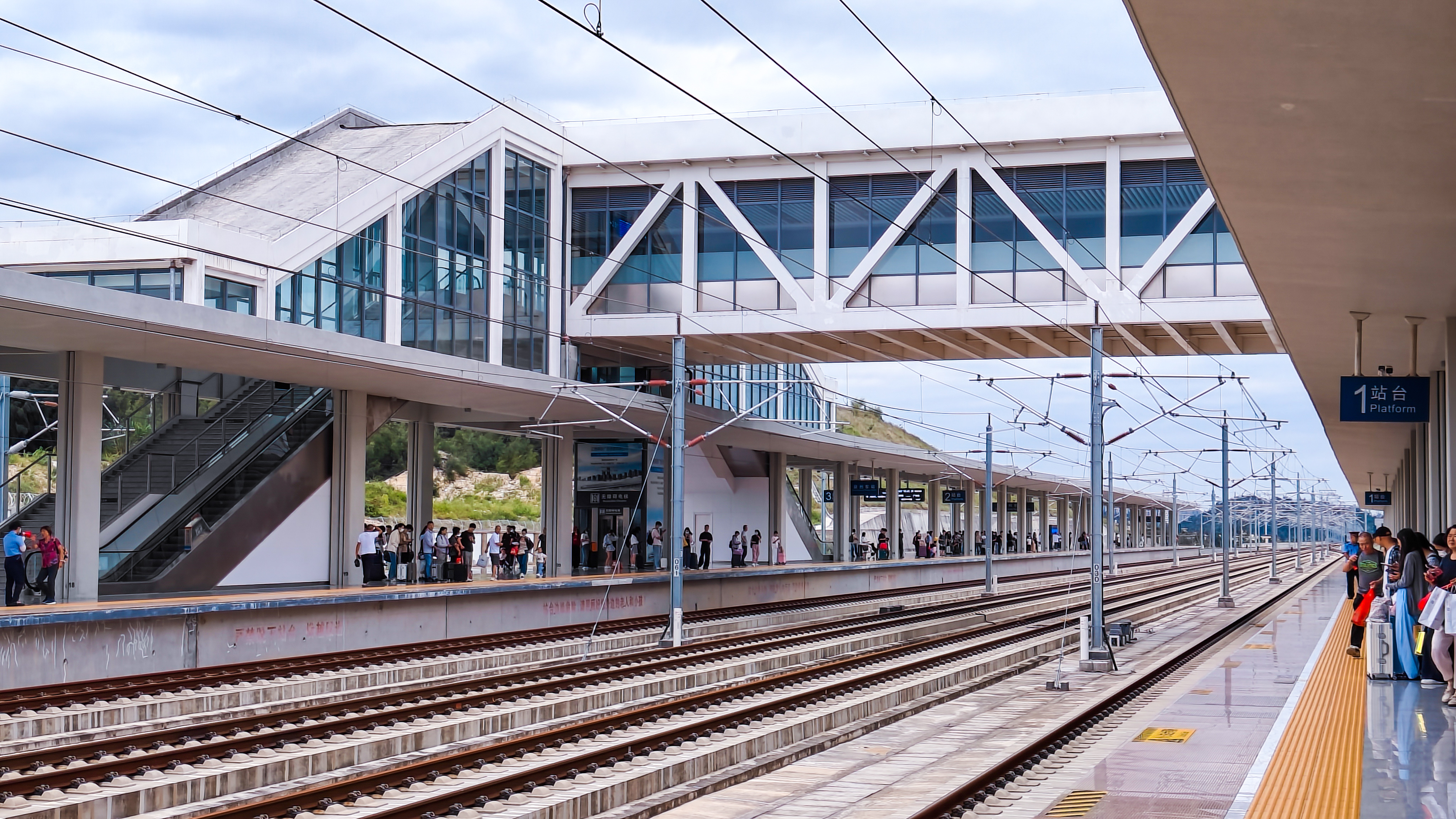
站场股道及天桥

泉州东站站场规模为2台5线，包括到发线3条以及正线2条，1座侧式站台和1座中间站台。站场主要有福厦客运专线经过，北咽喉衔接泉港站，南咽喉则衔接泉州南站。
站台佈置
| 站房     | 售票处、进站口、出站口      |
| 侧式站台 |                             |
| 1站台    | 福厦客运专线列车 福州南方向 |
| Ⅰ道      | 福厦客运专线正线            |
| Ⅱ道      | 福厦客运专线正线            |
| 2站台    | 福厦客运专线列车 漳州方向   |
| 岛式站台 |                             |
| 3站台    | 福厦客运专线列车 漳州方向   |

## 配套设施
站前广场用地面积约 11.1 万平方米，总建筑面积约 23.8 万平方米，包括地下三层、地上四层，其中地下第三层为轨道2号线，地下第二层为社会车辆停车层，地下一层为出租车、社会车辆停车层及地下商业、换乘等公共区域，地面一层作为公交和旅游大巴停靠站，同时地上建设有4栋商业楼。

## 接驳线路

### 公交
| 路线 号码 | 起点站／终点站                                   | 收费         | 首班                                        | 末班                                          | 所属公司                  |
| --------- | ------------------------------------------------ | ------------ | ------------------------------------------- | --------------------------------------------- | ------------------------- |
| 704路     | 福厦高铁泉州东站 ↔ 山内村委会                    | 一票制¥2.0   | 福厦高铁泉州东站：6:30 山内村委会：7:30     | 福厦高铁泉州东站：17:30 山内村委会：18:30     | 公交集团台投公司          |
| 707路     | 福厦高铁泉州东站 ↔ 龟山湾旅游区                  | 一票制¥2.0   | 福厦高铁泉州东站：7:10 龟山湾旅游区：8:30   | 福厦高铁泉州东站：17:15 龟山湾旅游区：18:30   | 公交集团台投公司          |
| 708路     | 福厦高铁泉州东站 ↔ 下宫村首末站                  | 一票制¥2.0   | 福厦高铁泉州东站：6:30 下宫村首末站：8:15   | 福厦高铁泉州东站：15:15 下宫村首末站：17:00   | 公交集团台投公司          |
| K19路     | 百崎回族乡 ↔ 城北交通枢纽站 （联营线路途经）     | 分段计价¥4.0 | 百崎回族乡：6:30 城北交通枢纽站：6:30       | 百崎回族乡：18:30 城北交通枢纽站：18:30       | 惠安公交 公交集团台投公司 |
| K306路    | 福厦高铁泉州东站 ↔ 清濛亿兴电力 （原18路）       | 分段计价¥3.0 | 福厦高铁泉州东站：6:05 清濛亿兴电力：6:40   | 福厦高铁泉州东站：21:40 清濛亿兴电力：22:20   | 公交集团东海公司          |
| K501路    | 福厦高铁泉州东站 ↔ 文化宫 （原5、8路）           | 分段计价¥3.0 | 福厦高铁泉州东站：6:15 文化宫：6:00         | 福厦高铁泉州东站：23:10 文化宫：22:20         | 公交集团东海公司          |
| K507路    | 福厦高铁泉州东站 ↔ 福厦铁路泉州站                | 分段计价¥4.0 | 福厦高铁泉州东站：6:00 福厦铁路泉州站：7:10 | 福厦高铁泉州东站：18:30 福厦铁路泉州站：20:00 | 公交集团台投公司          |
| K508路    | 福厦高铁泉州东站 ↔ 港湾街首末站                  | 分段计价¥3.0 | 福厦高铁泉州东站：6:00 港湾街首末站：7:15   | 福厦高铁泉州东站：20:00 港湾街首末站：20:00   | 公交集团台投公司          |
| 旅游4路   | 福厦高铁泉州东站 ↔ 开元盛世广场 （原13、K502路） | 分段计价¥4.0 | 福厦高铁泉州东站：6:20 开元盛世广场：6:00   | 福厦高铁泉州东站：23:10 开元盛世广场：22:07   | 公交集团洛江公司          |
| 惠安18路  | 福厦高铁泉州东站 ↔ 中化泉州石化                  | 分段计价¥3.0 | 福厦高铁泉州东站：6:35 中化泉州石化：6:35   | 福厦高铁泉州东站：18:15 中化泉州石化：18:15   | 惠安公交                  |